# كارلو تافيكيو
كارلو تافيكيو (بالإيطالية: Carlo Tavecchio)‏ (13 يوليو 1943 - 28 يناير 2023)، رئيس الاتحاد الإيطالي لكرة القدم